# 草湖 (雲林縣北港鎮)
草湖，是台灣雲林縣北港鎮的一個傳統地域名稱，位於該鎮北部。相較於今日行政區，其範圍大致包括草湖里不含西部邊界地帶、府番里西部邊界地帶、新街里北部邊界地帶。

## 歷史
台灣清治末期至日治初期，草湖地區為一（舊制）街庄，稱為「草湖庄」，隸屬於大槺榔東頂堡。該庄北與龍岩厝庄為鄰，東與後溝仔庄為鄰，南邊為新街庄，西邊為溝皂庄。
1901年（日治明治三十四年）11月，全台廢縣廳改設二十廳，該庄隸屬於斗六廳。1903年（明治三十六年）6月，該庄編入「北港區」，隸屬於斗六廳。1909年（明治四十二年）10月，合併二十廳為十二廳，北港區改隸屬於嘉義廳。1920年（大正九年），全台地方制度大改正，廢十二廳改設五州二廳，該庄改制為「草湖」大字，隸屬於臺南州北港郡（舊制）北港街。
戰後北港街改制為北港鎮，隸屬於臺南縣，大字亦改制為里。1950年10月，雲、嘉、南分治，北港鎮改隸屬雲林縣。

## 聚落
本地區發展較早的聚落為草湖，在日治期初期的官方地圖上已有記載。此外，本地區尚有西湖、東湖等聚落。

## 交通
省道台19線又稱「中央公路」，是彰化至台南永康的幹道，大致以北北東—南南西走向經過本地區。由該道路向北北東可前往元長鄉、省道台78線（東西向快速公路－台西古坑線）元長交流道、襃忠鄉、崙背鄉、二崙鄉西北部等地；向南南西可前往北港鎮市區、六腳鄉、朴子市、義竹鄉等地。
縣道145號是彰化縣埤頭鄉至嘉義縣六腳鄉港尾寮的道路，大致以北北東—南南西走向轉東北—西南走向蜿蜒經過本地區中部略偏東地帶。由該道路向北北轉東北微東可前往土庫鎮、虎尾鎮、西螺鎮、埤頭鄉等地，向西南可前往北港鎮、六腳鄉的港尾寮並止於省道台19線路口。
鄉道雲158線是番溝至西莊的道路，其東側端點（終點）位於本地區南部邊界地帶的省道台19線路口（西庄聚落南郊）。由此向西微西大致沿邊界而行，出境後經鄉道雲168線路口可前往溝皂、番子溝（番溝），並止於縣道153號轉角路口。
鄉道雲164線（西湖路、東湖路）是草湖至府番的道路，其西側端點（起點）位於本地區西部邊界外不遠處圳溝水井分線旁的鄉道雲167線轉角路口（今草湖村邊界）。由此向東北入境後，進入草湖聚落蜿蜒而行，轉東經過省道台19線路口後續蜿蜒而行，轉東南出境後可前往後溝子地區的府番聚落並止於鄉道162線路口。

## 學校
- 僑美國小